# نيون شمسي
النيون الشمسي وهو غاز النيون الذي يتم انتاجه في جوف الشمس والمنقول إلى الارض على شكل ايونات بواسطة الرياح الشمسية وهو يتميز عن غاز النيون الصناعي (غاز النيون الذي يمكن انتاجه بطرق مختلفة ) من خلال وفرة نظائره منذ ان نشأ بشكل مباشر بواسطة الاندماج النووي بدلا من الانشطار النووي في الكواكب.

## روابط خارجية
- النيون من WebElements